# Jakobsstab

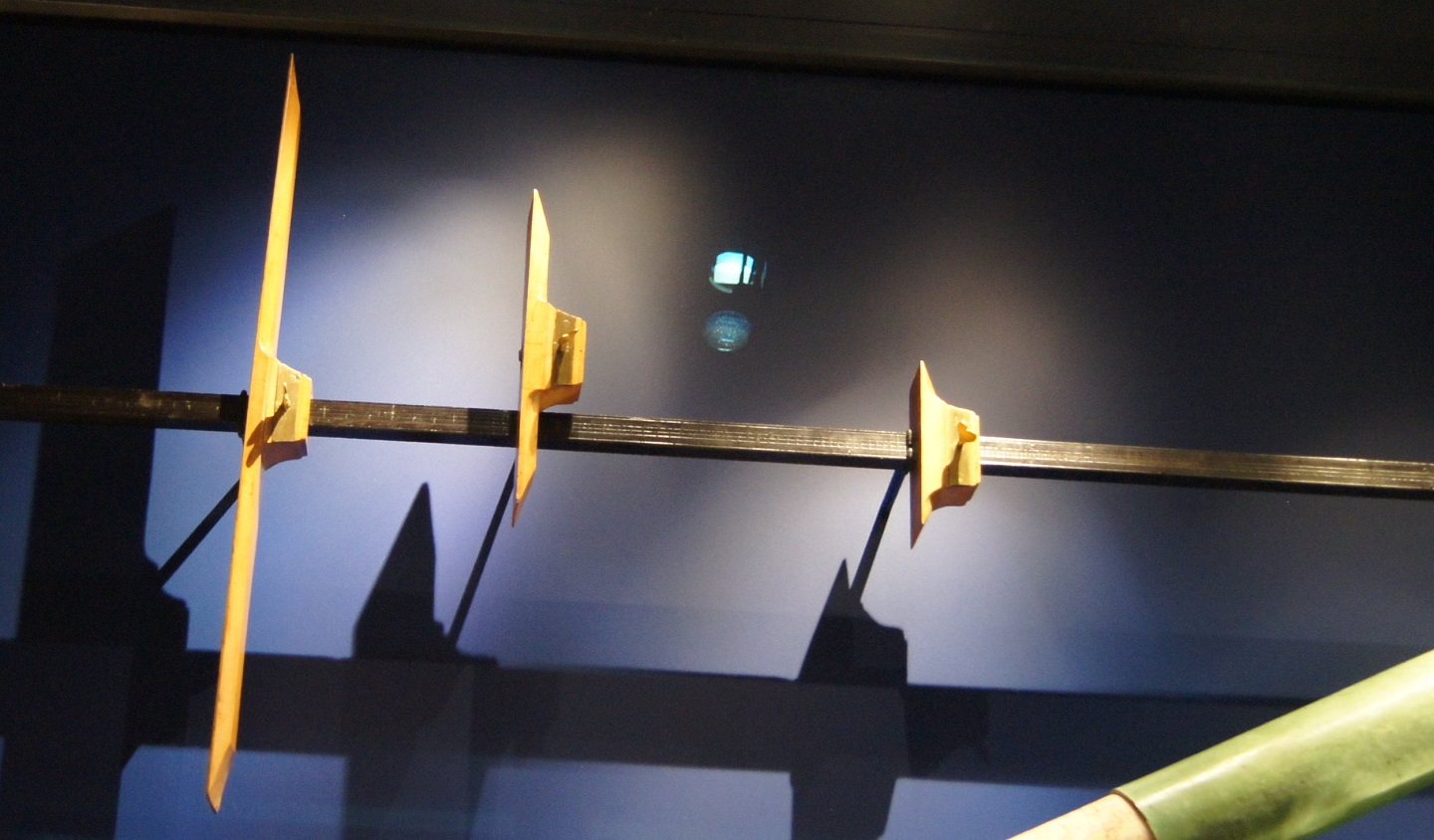
Jakobsstab des 17. Jahrhunderts (Kunstkammer im Landesmuseum Stuttgart)

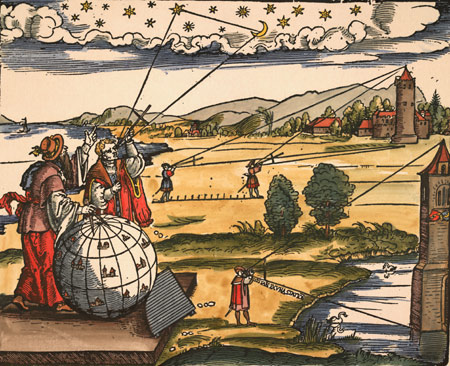
Winkelmessung mit dem Jakobsstab
(Peter Apian, Introductio geographica, 1523)

Ein Jakobsstab (lateinisch baculus Jacobi), auch Gradstock oder Kreuzstab, ist ein früheres astronomisches Instrument zur Winkelmessung und zur mittelbaren Streckenmessung. Es wurde vor allem in der  Seefahrt, aber auch in der Landvermessung und Astronomie verwendet. Der Jakobsstab war in der Nautik der Vorläufer des Sextanten.
Die Erfindung des auf See leichter als das Astrolabium zu handhabenden Jakobsstabs liegt zwar im 13. Jahrhundert und hat sogar Ähnlichkeit mit einer von Avicenna im 11. Jahrhundert entwickelten Visiervorrichtung, aber erst Johannes Müller, genannt Regiomontanus, machte das Instrument im 15. Jahrhundert zu einem beliebten Messgerät.

## Name und Aussehen
Der Name des Stabes kommt von einer gewissen Ähnlichkeit mit dem ebenfalls als „Jakobsstab“ bezeichneten Pilgerstab der Jakobspilger.
Der Jakobsstab besteht aus einem Basisstab mit Ableseskala und mehreren Querhölzern (auch Läufer genannt), von denen für eine Messung ein oder zwei verwendet werden, deren Auswahl sich nach dem benötigten Winkelbereich richtet. Die Querhölzer verleihen ihm ein armbrustähnliches Aussehen, weswegen bis heute bei Verwendung des Sextanten gesagt wird: man schießt einen Stern, wenn man seine Höhe über dem Horizont misst.

## Anwendung

### Winkelmessung

Bestimmung des Höhenwinkels eines Sterns

Das Gerät diente in der Seefahrt hauptsächlich der Bestimmung der geographischen Breite. Dazu wurde der Höhenwinkel der Sonne oder eines Fixsternes (meist des Polarsterns) über dem nautischen Horizont gemessen. 
Bei der küstennahen Navigation wurden mit ihm auch Winkel zwischen terrestrischen Zielen gemessen und damit in der Karte die eigene Position bestimmt.
Man verwendet ihn, indem man den Längsstab am Jochbein unter dem Auge ansetzt und anschließend das Querstück so lange verschiebt, bis dessen Enden den Horizont und den angepeilten Stern bzw. das Ziel gerade überdecken. Die halbe Länge des Querstabes, dividiert durch die am Hauptstab abgelesene Länge (Abstand vom Auge zum Querstab), ergibt den Tangens des halben gesuchten Winkels zwischen Horizont und Stern. Die Skalierung des Längsstabes war häufig so ausgeführt, dass für eine bestimmte Querstab-Länge der Winkel direkt abgelesen werden konnte.
Die Anwendung ist schwierig, da während des Verschiebens des Querstabs über die Skala gleichzeitig die beiden Peilungen aufrechterhalten werden müssen, was besonders auf einem schwankenden Schiff kaum mit der wünschenswerten Genauigkeit durchzuführen ist.

### Berechnung der Entfernung oder Abstand
Man kann auch mit Hilfe des Jakobsstabs die Höhe oder den Abstand eines Gegenstandes messen, wenn jeweils der andere Wert bekannt ist.
Für alle gilt:
{\displaystyle s} = die Entfernung zum Gegenstand 
{\displaystyle h} = die Höhe des Gegenstands
{\displaystyle h_{a}} = die Augenhöhe
{\displaystyle a} = die Entfernung des Läufers zum Auge
{\displaystyle b} = die Länge des Läufers 

#### Näherungsformel

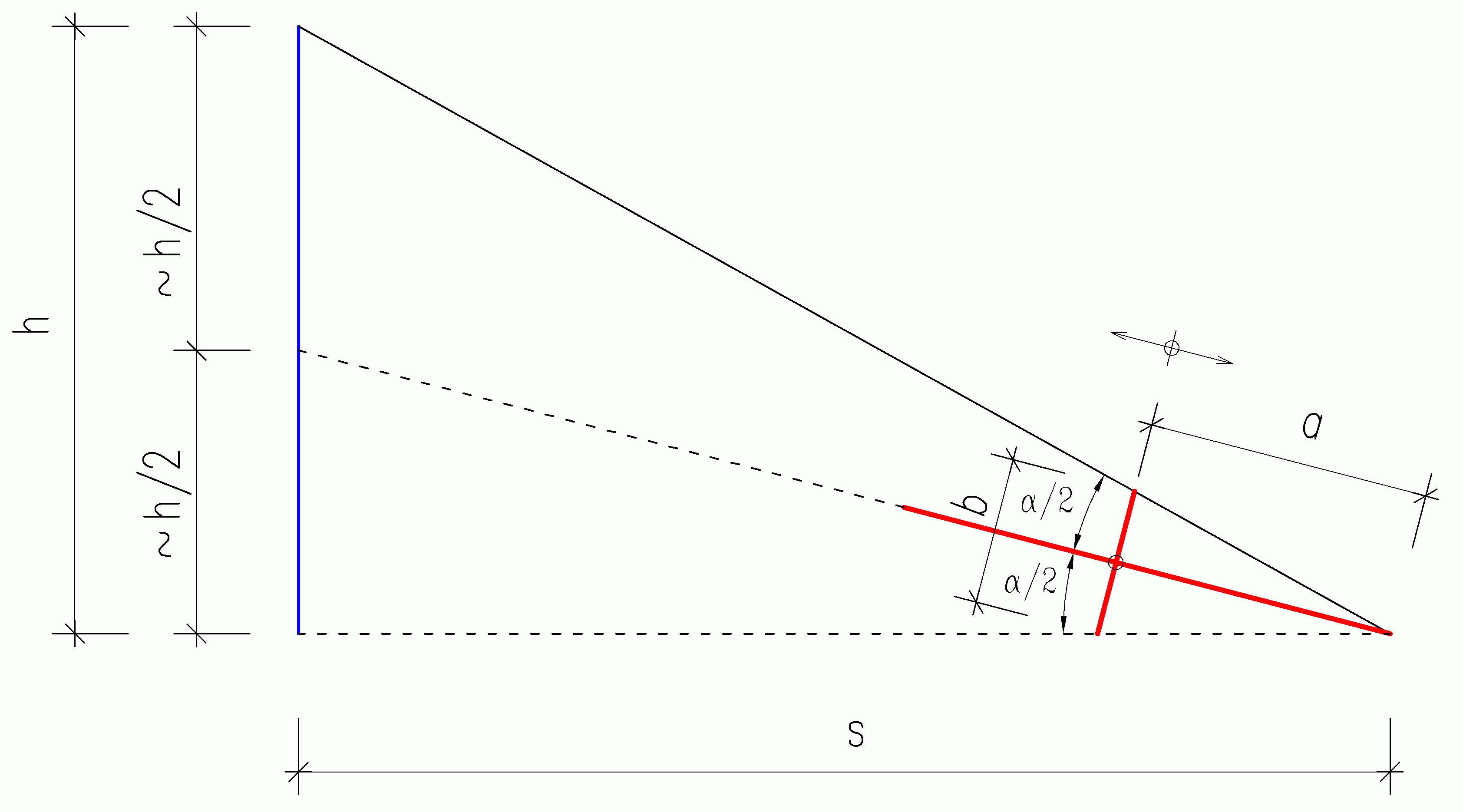
Jakobstab

Bei großem Abstand kann man vereinfacht mit guter Näherung folgende Formeln anwenden:
Der Abstand {\displaystyle s} ist bei gegebener Höhe {\displaystyle h}:
{\displaystyle s\approx {\frac {h}{2}}\cdot \cot {\frac {\alpha }{2}}}
oder        
{\displaystyle s\approx h\cdot \cot \alpha }
oder
{\displaystyle s\approx {\frac {h}{2\cdot \tan {\frac {\alpha }{2}}}}}
oder
{\displaystyle s\approx {\frac {h}{\tan \alpha }}}
Die Höhe {\displaystyle h} ist bei gegebenem Abstand {\displaystyle s}:
{\displaystyle h\approx 2s\cdot \tan {\frac {\alpha }{2}}}
oder
{\displaystyle h\approx s\cdot \tan \alpha }

#### Methode von Apian

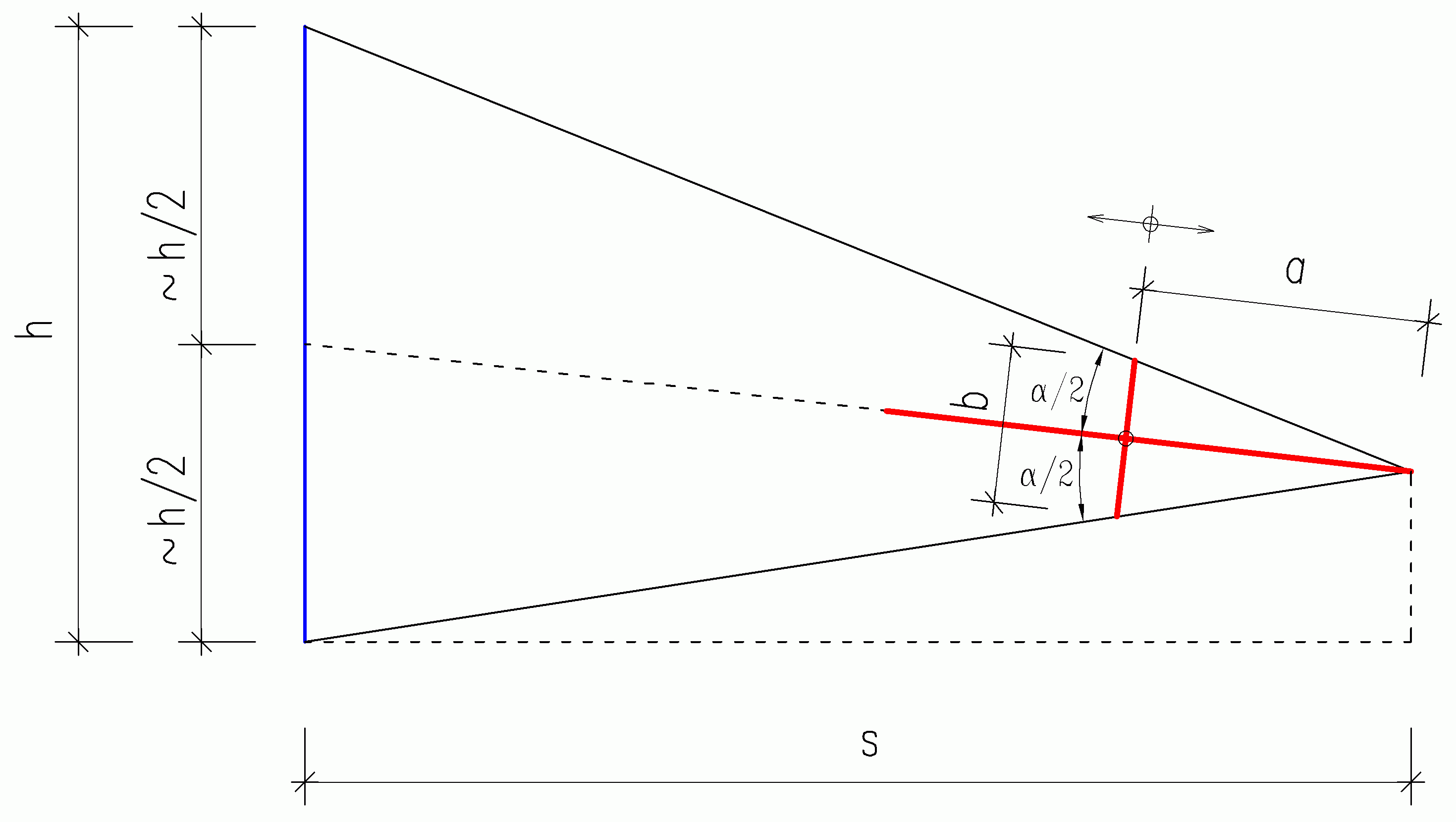
Jakobstab

Der Mathematiker Philipp Apian (1531–1589) beschrieb eine Methode, um mit dem Jakobsstab die Höhe des Gegenstandes zu bestimmen. Nach ihm müsse man den Jakobsstab so an das Auge halten, dass das obere Ende des Läufers am oberen Ende des Gegenstandes zu sehen ist und das Untere entsprechend am unteren Ende des Gegenstands. Dann berechnet man nach Apian die Höhe {\displaystyle h} des Gegenstands mit folgender Formel:
{\displaystyle h\approx {\frac {s\cdot b}{a}}}
Bei dieser Rechnung benutzt Philipp Apian den 2. Strahlensatz. Die Bedingungen für diesen Satz sind hier jedoch nicht immer erfüllt, denn der Läufer ist nicht unbedingt parallel zum Gegenstand. Auf große Entfernungen wirkt sich dieser Fehler jedoch nur gering aus.

#### Genaue Bestimmung (Läufer parallel zum Gegenstand)

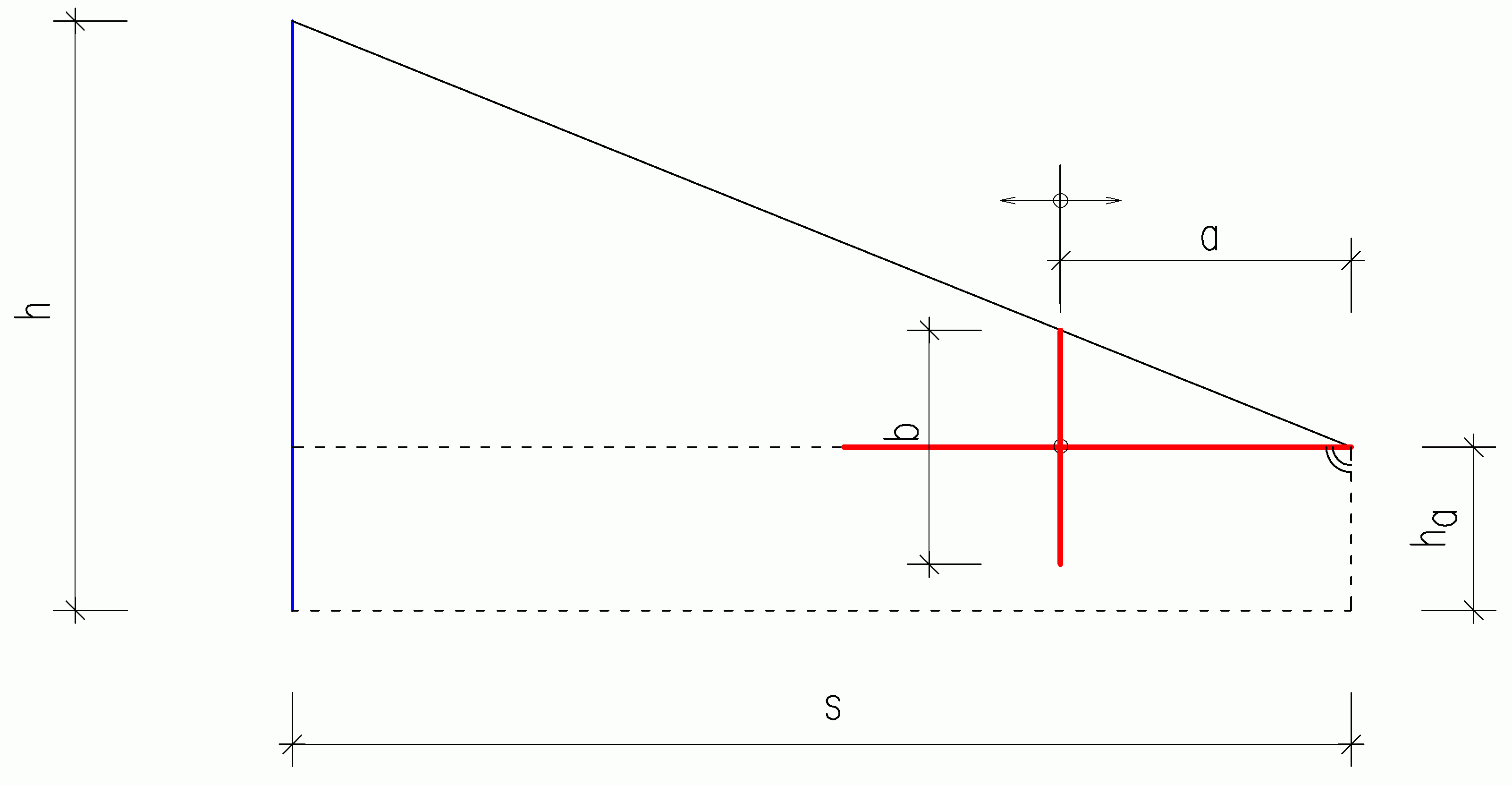
Jakobstab, der Strahlensatz besagt:

Zur genauen Bestimmung der Höhe gibt es zwei Möglichkeiten. Die erste ist die einfachere, sie basiert auf dem Strahlensatz und benötigt keine Winkelfunktionen. Dabei muss man den Jakobsstab so halten, dass der Läufer parallel zum Gegenstand ist und man das obere Ende des Läufers wieder am oberen Ende des Gegenstandes sieht. Dann lautet die Formel zur Berechnung der Höhe {\displaystyle h}:
{\displaystyle h=h_{a}+{\frac {s\cdot b}{2a}}}

#### Genaue Bestimmung (allgemeiner Fall)

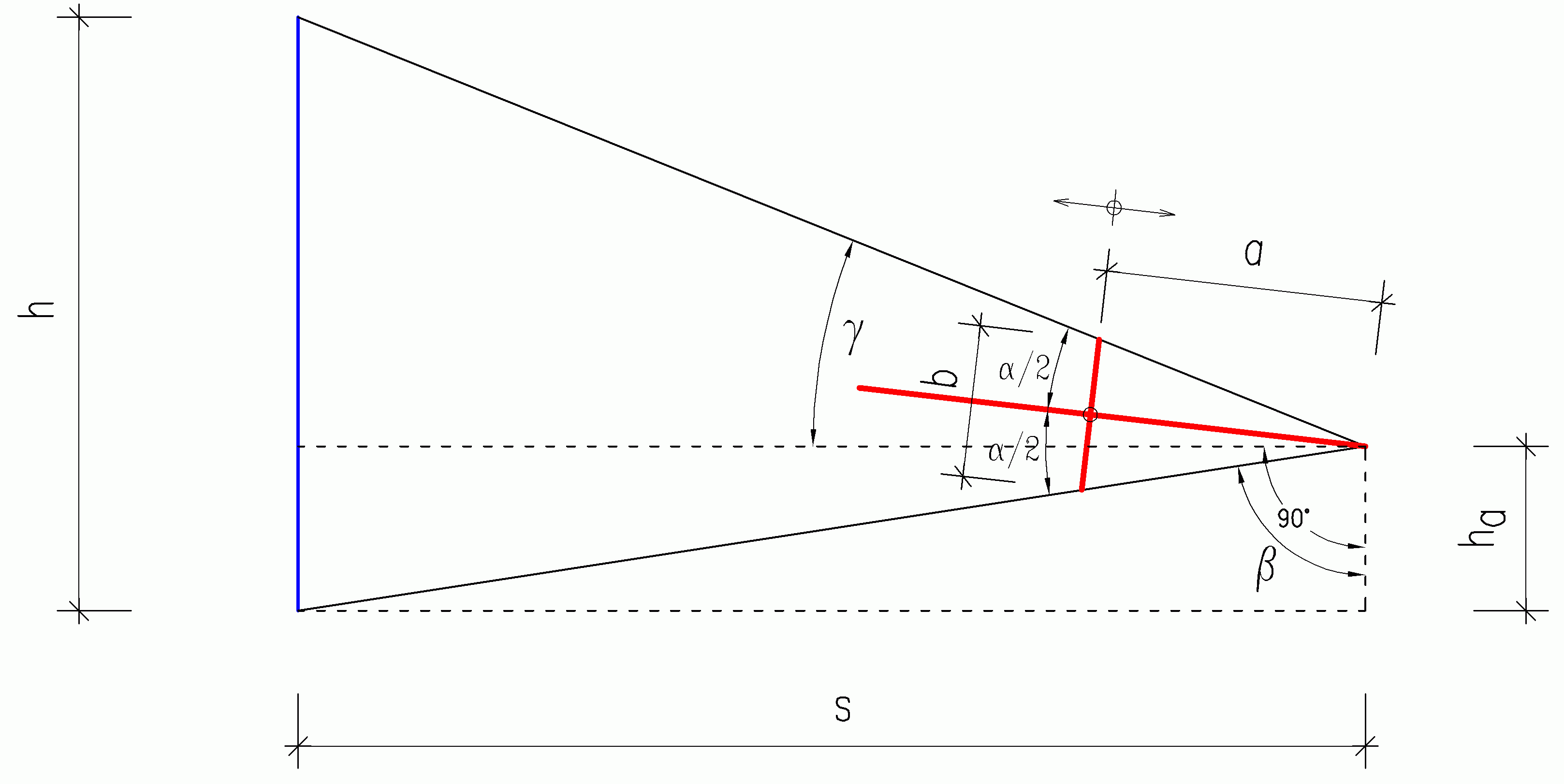
Jakobstab

Die zweite Methode ist etwas komplizierter, da Winkelfunktionen benutzt werden. Der Jakobsstab muss wieder gehalten werden, wie es Philipp Apian beschrieb. Auch hier wird die Augenhöhe {\displaystyle h_{a}} benötigt.

Lösung über {\displaystyle \arctan }
{\displaystyle h=h_{a}+s\cdot \tan \left({2\cdot \arctan {\frac {b}{2a}}+\arctan {\frac {s}{h_{a}}}-90^{\circ }}\right)}

Lösung über {\displaystyle \arccos }
{\displaystyle h=h_{a}+s\cdot \tan \left({2\cdot \arccos {\frac {a}{\sqrt {a^{2}+\left({\frac {b}{2}}\right)^{2}}}}+\arccos {\frac {h_{a}}{\sqrt {s^{2}+h_{a}^{2}}}}-90^{\circ }}\right)}
Der Vorteil der zweiten Methode ist, dass man nicht darauf achten muss, ob der Läufer parallel zum Gegenstand, und der Jakobsstab somit parallel zum Boden ist. Dafür ist diese Formel schwer auswendig zu lernen.